# Benoi Lacroix
Pour les articles homonymes, voir Benoît Lacroix.
Benoi Lacroix, de son vrai nom Benoît Lacroix, né le 5 août 1961 à Bruxelles, (province de Brabant), est un illustrateur, storyboarder, enseignant, auteur de bande dessinée et de livres jeunesse belge. Il signe également du simple Benoi.

## Biographie
Benoît Lacroix naît le 5 août 1961 à Bruxelles. Il grandit aux côtés de ses frères et sa sœur avec lesquels il partage la passion du dessin. Il passe son enfance à Boitsfort où il vit jusqu'à l'âge de 9 ans. Son grand-père maternel qui le dénomme Mon 62 a une bibliothèque emplie de recueils de Tintin et Spirou. Dès l'âge de 9 ans, il se propose comme professeur de dessin. Être auteur de bande dessinée, c’est une promesse qu'il fait à son grand-père. Pendant sa jeunesse, il fait partie du patro. 
Il fait ses études en bande dessinée et illustration à l'Institut Saint-Luc de Bruxelles de 1981 à 1984 où il a pour maîtres Claude Renard et François Schuiten puis Philippe Berthet et Antonio Cossu. Il y côtoie notamment André Taymans, José Grandmont et Thierry Joor.
Après ses études, il publie quelques récits dans le fanzine de bande dessinée de Thierry Joor Ça pue qui devient Kaput en 1984. Il prend à cette époque le pseudonyme de Benoi pour éviter la confusion avec les autres auteurs prénommés comme lui.
Il collabore au magazine Ice Crim’s avec deux histoires courtes policières intitulées Partie gratuite et Rien ne va plus. 
Il fait son entrée dans Spirou sous la houlette du rédacteur en chef Philippe Vandooren en 1984. Il est ami avec Frank Pé, Berthet, Cossu, Dominique David, Gérard Goffaux, Philippe Foerster et Sergio Salma. Il livre seul trois courts récits fantastiques : Marin d'eau douce autour d'un bungalow dans lequel il passait ses vacances à Genval et où son grand-père en est un héros, (11 planches) dans le no 2405, À demain Pingouin (11 planches) dans le no 2420 et Le Gardien (20 planches) dans le no 2434 de la série Mao. Puis, il effectue son service militaire. Deux ans plus tard, il réalise encore pour ce même hebdomadaire les récits Le Messager qui se déroule dans une ferme brabançonne un rien étrange (6 planches) dans le no 2491 et finalement Les Yeux de muscade (6 planches) dans le no 2503. Parallèlement, il collabore brièvement au studio Peyo pour du merchandising.
Il dessine Nestor Coperin en de dolende geest sur un scénario de Pierre Le Gall dans Kuifje, le pendant en néerlandais de Tintin en 1989. Ce récit est traduit en français sous le titre Nestor Coperin et le médium hanté publié en noir et blanc aux éditions Rêve-en-Bulles en 1998. 
Après avoir quitté Tintin, il travaille pour des raisons économiques pour la Warner Bros. et Disney où adapte des dessins pour des ballons de football ou des chaussettes. Puis, il devient professeur depuis 2001 à l'Académie des beaux-arts de Namur en section BD-Illustration. Dans l'intervalle, il donne des cours à l'École des Arts d'Ixelles et à l'Académie de Saint-Gilles en remplacement de Jacques Vandenheede et Hachel.
Il participe à la revue L'Aventure des Éditions du Tiroir,,. Pour les mêmes éditions, il remastérise la mise en couleur de la compilation des histoires publiées dans Spirou et Tintin sous le titre Mao et autres scènes anormales du quotidien en 2020 ainsi que pour La Soupe au sang et autres scènes mortelles du quotidien en 2021.
En 2022, il anime un stage de bande dessinée au centre culturel de Ciney à Pâques qui lui consacre une exposition intitulée Carte blanche à Benoi Lacroix axée sur ses deux derniers recueils ainsi que sur son projet d'une nouvelle série Maurice Michaux.
On lui doit également une contribution à l'ouvrage collectif Animaux a(d)mis publié par l'Alliance européenne en 1990. En 2019, il est chef de file du collectif Harengs Rouges dont fait partie Marc Vlieger et il contribue notamment à l'ouvrage La Vallée rêvée publié par Les Éditions namuroises.

### Auteur de littérature jeunesse
En plus de son travail d'auteur de bande dessinée, Benoi Lacroix est aussi un auteur et illustrateur pour la jeunesse. Il écrit l'album destiné aux enfants intitulé La Ballade du sommeil illustré par Olivier Neuray publié dans la collection « Les petits Mijade » aux éditions Mijade en 1999. En 2008, il est l'illustrateur du Cahier de l'énergie, une publication pédagogique de la Région wallonne. Il illustre également les ouvrages Guide du mieux vivre de Christian La Grange publié aux éditions De Terran en 2011 ainsi que Kif-Kif de Marie Versé publié dans la collection « Enfant-phare » aux éditions Grrr...Art en 2012. Il réalise seul Jade et Hop : coasse toujours tu m'intéresses! pour Les Éditions namuroises en 2018.

### Autres activités

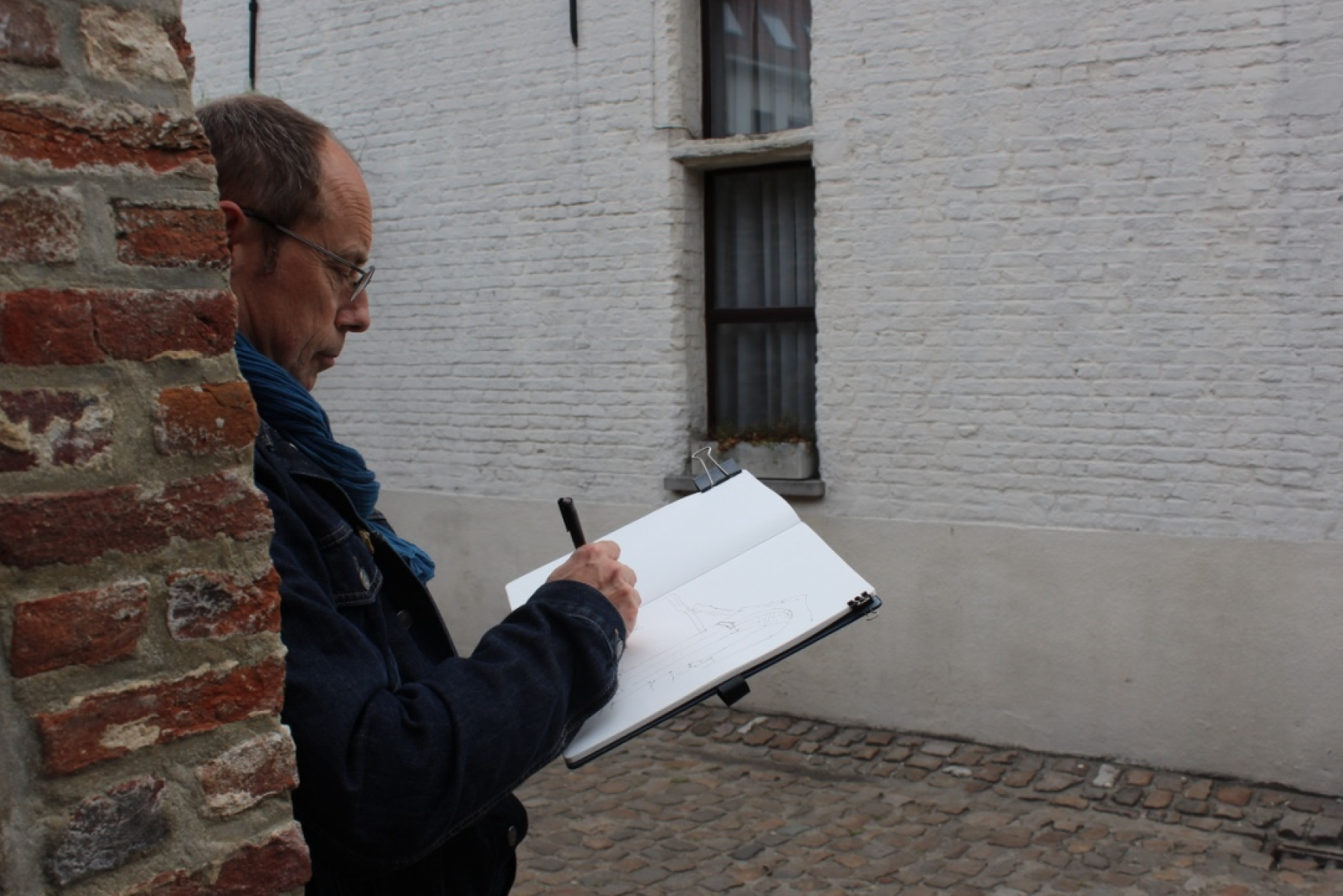
Benoi Lacroix urban sketcher

Il est également actif dans de multiples disciplines artistiques : croquis de paysages, urban sketching — un mouvement artistique mondial relevant du croquis urbain ou carnettisme —, sculpture, caricature, mais aussi création de jeux, de mascottes, dessin animé ou encore dessin animalier.
Comme storyboarder on lui doit le clip animé: Lou Casquou, le court métrage In Cauda Venenum d'Antoine Bours ainsi que le court métrage SilencE d'Edouard Valette.

### Vie privée
Il vit à Jambes après avoir longtemps demeuré à Genval.

## Œuvres

### Bandes dessinées

#### One shot
- Nestor Coperin et le médium hanté, Rêve-en-Bulles, Nivelles, 1998
Scénario : Pierre Le Gall - Dessin : Benoi Lacroix - Couleurs : noir et blanc -  (ISBN 2-930271-00-0)

#### Série de bande dessinée

##### Mao
- 1. Mao et autres scènes anormales du quotidien, Éditions du Tiroir, Braine-l'Alleud, 15 janvier 2020
Scénario, dessin et couleurs : Benoi Lacroix -  (ISBN 978-2-931027-10-3)
- 2. La Soupe au sang et autres scènes mortelles du quotidien, Éditions du Tiroir, Braine-l'Alleud, 16 avril 2021
Scénario, dessin et couleurs : Benoi Lacroix -  (ISBN 978-2-931027-24-0)

### Artbook
- Croquis mexicains, Éditions du Tiroir, Braine-l'Alleud, juin 2023
Scénario, dessin et couleurs : Benoi Lacroix -  (ISBN 978-2-931027-95-0),Tirage limité à 500 exemplaires.

### Collectifs
- Animaux a(d)mis[13], Alliance européenne, Tilff, janvier 1990
Scénario : collectif - Dessin : collectif dont Benoi Lacroix -  (ISBN 2-87364-000-6)
- La Vallée rêvée[14], Les Éditions namuroises, Namur, septembre 2019
Scénario : collectif - Dessin : collectif dont Benoi Lacroix - Couleurs : quadrichromie -  (ISBN 978-2-87551-095-2)
- L'Aventure - 1921-2021 - L'irremplaçable Maurice Tillieux aurait eu 100 ans, Les Éditions du Tiroir, Braine-l'Alleud, 1er juin 2021
Scénario : collectif - Dessin : collectif dont Benoi Lacroix - Couleurs : quadrichromie -  (ISBN 978-2-931027-34-9)

### Albums jeunesse

#### Auteur et illustrateur
- Jade et Hop : coasse toujours tu m'intéresses !, Namur, Les Éditions namuroises, 2018  (ISBN 978-2-87551-082-2)

#### Auteur
- Olivier Neuray (ill.), La Ballade du sommeil, Namur, Mijade, coll. « Les petits Mijade », 1999 (ISBN 2-87142-175-7, présentation en ligne)

#### Illustrateur
- Guide du mieux vivre, texte de Christian La Grange ; ill. de Benoi Lacroix, De Terran, 2011  (ISBN 9782359810165)
- Kif-Kif, texte de  Marie Versé ; ill. de Benoi Lacroix, Grrr...Art, coll. « Enfant-phare », 2012  (ISBN 9782365920063)

### Exposition
- Carte blanche à Benoi Lacroix, centre culturel de Ciney jusqu'au 26 mai 2022[12].

#### Livres
: document utilisé comme source pour la rédaction de cet article.
- Jacques Fiérain, « Benoi », dans La BD à Bruxelles et en Brabant, Charleroi, Éd. l'Âge d'or, avril 2003, 144 p., ill. ; 31 cm (ISBN 9782960119664 et 2960119665, OCLC 470388171, présentation en ligne), p. 10Tirage à 1 000 exemplaires. Illustration de la couverture : Al Séverin.
- Philippe Mellot, Michel Denni, Laurent Turpin et Isabelle Morzadec, Trésors de la bande dessinée : BDM 2023-2024 - Catalogue encyclopédique et Argus, Paris, Les Arènes, novembre 2022, 23e éd., 1677 p., ill. ; 23 cm (ISBN 9791037507280, OCLC 1351462460, présentation en ligne), p. 890. .

#### Articles
- Benoi (interviewé par Jean-Philippe De Vogelaere), « Benoi, un jeune dessinateur genvalois qui monte », La DH Les Sports+,‎ 6 janvier 1986.